# Generator vremenske baze
Generator vremeske baze proizvodi testerasti napon kojim upravljaju impulsi za sinhronizaciju. Isto tako,važno je napomenuti da generator vremenske baze obično proizvodi testerasti napon koji je u cjelini pozitivan. Ovakav testerasti napon se dalje vodi na horizontalni pojačavač koji ima diferencijalni izlaz, na koji se priključuju horizontalne ploče. Naponi na oba izlaza diferencijalnog pojačavača su pozitivni.

## Milerov integrator
Testerasti napon se dobije od pravougaonog napona pomoću Milerovog integratora, koji je prikazan na sl.2. Ovo pretvaranje se obavlja po principu punjenja kondezatora konstantnom strujom. Ako se kondezator puni konstantnom strujom, napon na njemu linearno raste sa porastom vremena, što se vidi iz sledeće jednačine: 
{\displaystyle u={\frac {g}{C}}={\frac {I\cdot t}{C}}}
Ako su I i C konstantne veličine, napon u zavisi linearno od vremena t. U tenutku  na ulaz dolazi negativni napon, diode više ne provode. Napon između ulaznih krajeva pojačavača Uul se dobije kada se izlazni napon podjeli sa pojačanjem A: . Pojačanje pojačavača je veliko, pa je napon na ulazu toliki da se može zanemariti(oko 10 μV), i to ako je izlazni napon u normalnim granicama (na pr. 1V): tada je 1 V/100.000 = 10 μV. Slijedi da je napon između ulaznih krajeva zanemarljivo nizak, ako je donji ulaz pojačavača priključen na masu, možemo smatrati da je i gornji ulaz praktično priključen na masu. Napon na gornjem ulazu operacionog pojačavača je praktično jednak nuli.
Na ovaj ulaz je priključen jedan kraj otpornika R. Na drugi kraj ovog otpornika je priključen negativan napon -U. Odavde slijedi da je stuja koja teče kroz njega konstantna. Ova struje iznosi:
{\displaystyle I={\frac {U}{R}}}
Ova struja ne može da teče iz ulaza pojačavača,jer je ulazna otpornost pojačavača veoma velika. Napon na kondezatoru linearno raste od trenutka  do . Nailaskom pozitivnog napona u trenutku 2, dioda D1 postaje provodna. Kondezator C se brzo prazni od trenutka 2 do 3 kroz diodu D1, jer je otpornost diode u provodnom smjeru mala. Kada napon na izlazu dovoljno opadne, i dioda D2 postaje provodna. Kada diode provode njihova otpornost je mala i praktično predstavlja kratak spoj. Ponovnim nailaskom negativnog napona cio ciklus se ponavlja.
Pojačavač treba da ima veliku ulaznu otpornost, jer otpornost R ponekad ima veliku vrijednost (čak do 100 MΩ). Kod velike ulazne otpornosti pojačavača struja praktično ne ulazi u ulaz pojačavača,pa sva struja koja ide kroz otpornik, ide i kroz kondezator i tada važi jednačina:
{\displaystyle u={\frac {g}{C}}={\frac {I\cdot t}{C}}}
Milerov integrator je pogodan za proizvodnju testerastog napona,jer se kod njega elementi R i C mogu se promjeniti u vrlo širokim granicama.

## Način funkcionisanja generatora vremenske baze
Šema je prikazana na slici 1., dok su odgovarajući talasni oblici prikazani na slici 3. Sastoji se od Milerovog integratora, naponskog komparatora (upoređivač napona), kola za pražnjenje kondezatora i generatora pravougaonog napona. Na sl.1 je prikazan napon na izlazu iz Milerovog inegratora, koji se nalazi u sklopu generatora vremenske baze .
U trenutku 1 na ulazu Milerovog integratora napon je je jednak nuli (ili je negativan). Kondezator u Milerovom integratoru se puni i napon na njegovom izlazu linearno raste do trenutka 2. Naponski komparator upoređuje napon na izlazu Milerovog integratora sa referentnim naponom i u trenutku 2 utvrđuje da se kondezator napunio, pa ga treba isprazniti.
Naponski komparator uključuje kolo za pražnjenje kondezatora (kolo za zadržavanje, engl. hold off circuit). Ovo kolo uključuje generator pravougaonog napona, koje daje na ulaz Milerovog integratora pozitivan napon.Kondezator ,Milerovog integratora se prazni do trenutka 3.Poslije pražnjenja kondezatora,kolo za pražnjenje kondezatora se isključuje i može da počne proizvodnja novog testerastog napona.
Generator pravougaonog napona,ne daje odmah napon jednak nuli na ulaz Milerovog integratora, nego je je taj trenutak(t4 na sl.3) određen momenat nailaska impulsa za sinhronizaciju. Impuls za sinhronizaciju aktivira generator pravougaonog napona u trenutku 4,koji sada daje na ulaz Milerovog integratora negativan napon (ili napon jednak nuli); u ovom trenutku počinje proizvodnja novog testerastog napona i cijeli ciklus se ponavlja.
Napon na izlazu generatora pravougaonog napona je prikazan na slici 3.в). Na slici 3.г) vidimo da impuls za sinhronizaciju određuje početak testerastog napona u trenucima 1, 4 itd.Impuls za sinhronizaciju može takođe u drugim trenucima kao, na primjer, za vrijeme trajanja testerastog napona između 1 i 3, ali tada nema uticaja na rad generatora vremenske baze, jer je ulaz generatora pravougaonog napona za ovo vrijeme zatvoren.

## Režimi rada generatora vremenske baze
Postoje dva režima rada :automatski i okidni. Kod automatskog režima rada (obično se označava sa AUTO) slika na ekranu uvijek postoji, ali može biti mirna na ekranu ili da se kreće po njemu. Kod savramenih osciloskopa, kolo za sinhronizaciju se automatski podešava i slika je uvijek mirna na ekranu.
Kod okidne vremenske baze (obično se označava sa TRIG, ili NORM)testerasti napon se proizvodi samo u prisustvu impulsa za sinhronizaciju, ukoliko ih nema, nema ni testerastog napona ni slike na ekranu. Podešavanjem sinhronizacije na ekranu, pojavljuje se slika koja je uvijek mirna ili je uopšte nema.
Da bi posmatrali dio signala, upotrebljava se elektronsko sočivo ili zakašnjenje vremenske baze. Na slici 4. možemo vidjeti oblik signala pri normalnom radu. Ako se uključi elektronsko sočivo, jedan dio ove slike prikazuje se na cijelom ekranu kao na primjer, dio od t2 do 3 sa sl.4.a) na sl.4.б).
Testerasti napon pri normalnom radu prikazan je na sl.4.в), a pri priključenom elektronskom sočivu na sl.4.г). Jedan dio signala koji se prikazuje uvećan, može da se mijenja od jednog kraja do drugog kraja slike. Na sl.4.г) vidi se testerasti napon na horizontalnim pločama, koji postoji veoma kratko vrijeme, dok je za ostalo vrijeme horizontalni pojačavač u zasićenju. Povećanje elektronskim sočivom je obično 5 puta ili 10 puta.

## Zakašnjela vremenska baza
Efekat postignut ovom bazom je sličan elektronskom sočivu.Testerasti napon ove vremenske baze kasni za određeno vrijeme(koje se može podešavati) u odnosu na početak osnovnog testerastog napona.Zakašnjela vremenska baza obično traje kraće i prikazuje dio osnovne slike preko cijelog ekrana.Razlika između zakašnjele vremenske baze i elektronskog sočiva je sledeća:kod elektroskog sočiva se prikazuje samo dio osnovne slike na ekranu koji je uvećan za 5 ili 10 puta.

## Literatura
- Osnovi elektronike, Radio-predajnici i radio-prijemnici, Državni sekretarijat za narodnu odbranu, Beograd, 1967.
- Osnovi elektronike, Radio-predajnici i radio-prijemnici, Državni sekretarijat za narodnu odbranu, Beograd, 1967.